# Cerrito (Brazilië)
Cerrito is een gemeente in de Braziliaanse deelstaat Rio Grande do Sul. De gemeente telt 6.767 inwoners (schatting 2009).